# Scilly Islands League
La Scilly Islands League es la liga de fútbol oficial de las islas Sorlingas y está afiliada a FA.

## Historia
Durante la década de 1920 solía haber un campeonato de fútbol entre las islas de St. Mary's, Tresco, St. Martins, Bryher y Saint Agnes llamado Lyonnesse Inter-Island Cup.
Desde la década de 1950 que solo hay dos equipos en las Islas Sorlingas, los Rangers y los Rovers que en 1984 cambiaron sus nombres a Garrison Gunners y Woolpack Wanderers, respectivamente.
En abril de 2008, Adidas grabó un comercial llamado "Gran Sueño" donde se daba a conocer la liga y estaba protagonizado por conocidos futbolistas como David Beckham, Steven Gerrard y Patrick Vieira.

## Formato

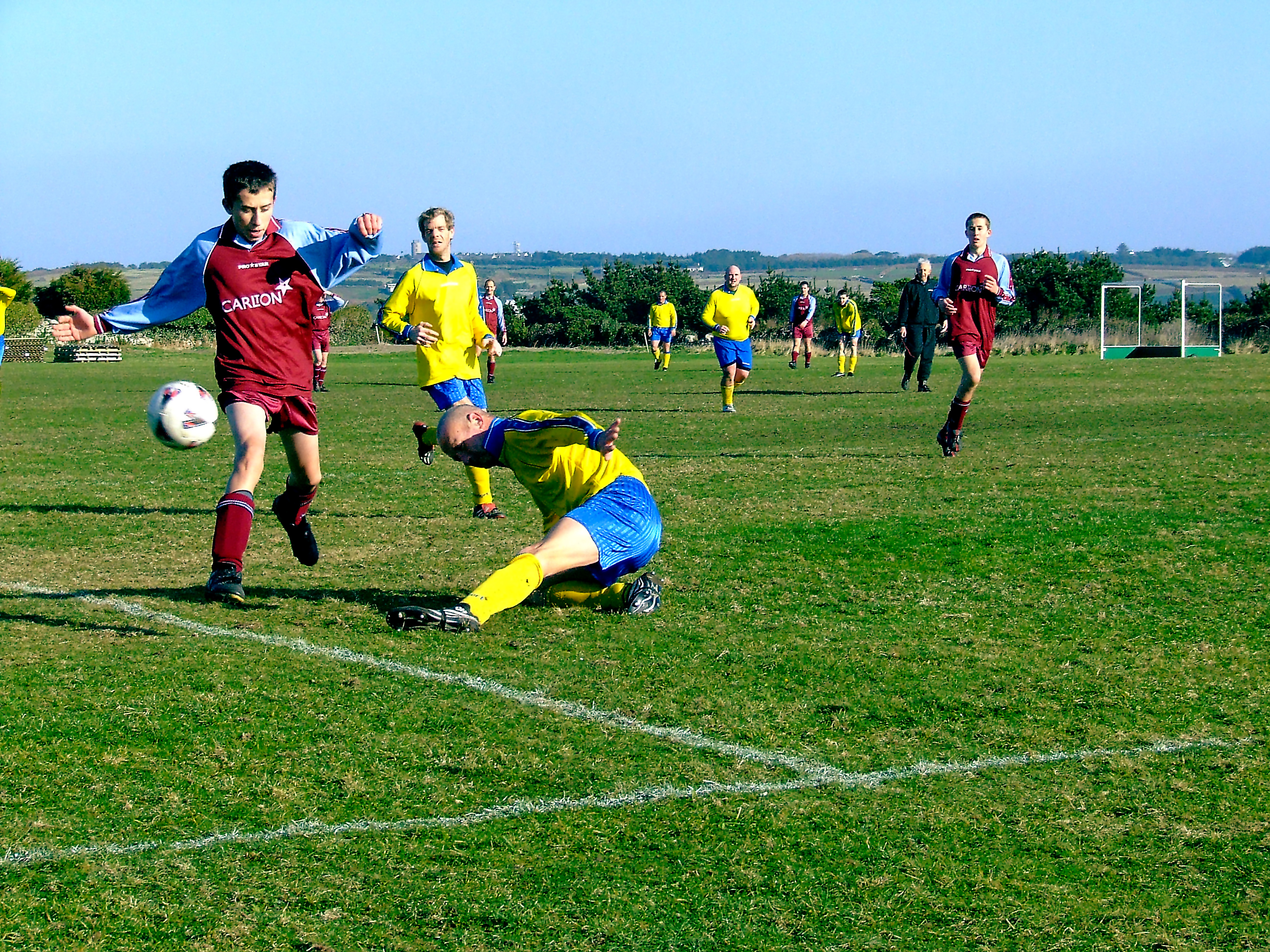
Juego en progreso entre Garrison Gunners (amarillo) y Woolpack Wanderers (rojo).

- Liga (liga de fútbol): Se juegan entre 14 y 20 partidos entre ambos clubes. El club con más puntos se corona campeón.
- Copas:
  - Charity Shield (supercopa): Se juega a un solo partido. Primer partido de la temporada.
  - Lioness Shield (copa nacional): Se juegan 10 partidos, siendo el ganador el mejor de estos  10 encuentros.
  - Foredeck Cup (copa de la liga): Se juega a 2 partidos.
  - WSL/Wholesalers Cup : Se juegan a un solo partido. último partido de la temporada.
- Lyonesse Cup: St. Mary's F. C., una selección combinada juega partidos contra el The Slaters F. C. de St. Ives.

La liga es jugada durante el invierno, desde mediados de noviembre hasta finales de marzo. Todos los partidos son jugados (casi siempre el día domingo) en el Garrison Football Field, en la isla de St. Mary's.

## Partidos especiales
- Olds vs Youngs (Boxing Day)
- Islas Sorlingas vs Newlyn Non Athletico (nivel 14 en la pirámide de categorías inglesas)
- Islas Sorlingas vs Truro

## Resumen de títulos

### Liga
Hasta 2002, Garrison Gunners había ganado 1 títulos de liga y Woolpack Wanderers 39.
columnas
| Liga      | Liga                   | Liga | Liga | Liga | Liga | Liga | Liga | Liga | Liga |
| temporada | Campeón                | PJ   | PG   | PE   | PP   | GF   | GC   | DG   | Pts. |
| --------- | ---------------------- | ---- | ---- | ---- | ---- | ---- | ---- | ---- | ---- |
| 1989-90   | Woolpack Wanderers(C)  |      |      |      |      |      |      |      |      |
| 1990-91   |                        |      |      |      |      |      |      |      |      |
| 1991-92   | Woolpack Wanderers (C) | 13   | 8    | 1    | 4    | 42   | 39   | +3   | 17   |
| 1991-92   | Garrison Gunners       | 13   | 4    | 1    | 8    | 39   | 42   | -3   | 9    |
| 1992-93   |                        |      |      |      |      |      |      |      |      |
| 1993-94   |                        |      |      |      |      |      |      |      |      |
| 1994-95   | Garrison Gunners (C)   | 9    | 4    | 2    | 3    | 22   | 24   | -2   | 10   |
| 1994-95   | Woolpack Wanderers     | 9    | 3    | 2    | 4    | 24   | 22   | +2   | 8    |
| 1995-96   |                        |      |      |      |      |      |      |      |      |
| 1996-97   |                        |      |      |      |      |      |      |      |      |
| 1997-98   |                        |      |      |      |      |      |      |      |      |
| 1998-99   |                        |      |      |      |      |      |      |      |      |
| 1999-00   |                        |      |      |      |      |      |      |      |      |
| 2001-02   |                        |      |      |      |      |      |      |      |      |
| 2002-03   |                        |      |      |      |      |      |      |      |      |
| 2003-04   | Garrison Gunners (C)   | 14   | 8    | 2    | 4    | 47   | 38   | +9   | 26   |
| 2003-04   | Woolpack Wanderers     | 14   | 4    | 2    | 8    | 38   | 47   | -9   | 14   |
| 2004-05   | Garrison Gunners (C)   | 10   | 6    | 2    | 2    | 44   | 36   | +4   | 20   |
| 2004-05   | Woolpack Wanderers     | 10   | 2    | 2    | 6    | 36   | 44   | -4   | 8    |
| 2005-06   | Woolpack Wanderers (C) | 13   | 7    | 2    | 4    | 53   | 40   | +13  | 23   |
| 2005-06   | Garrison Gunners       | 13   | 4    | 2    | 7    | 40   | 53   | -13  | 14   |
| 2006-07   | Woolpack Wanderers (C) | 13   | 6    | 1    | 6    | 48   | 44   | +4   | 19   |
| 2006-07   | Garrison Gunners       | 13   | 6    | 1    | 6    | 44   | 48   | -4   | 19   |
| 2007-08   | Garrison Gunners (C)   | 15   | 6    | 3    | 6    | 53   | 46   | +7   | 21   |
| 2007-08   | Woolpack Wanderers     | 15   | 6    | 3    | 6    | 53   | 46   | -7   | 21   |

nueva columna
| Liga      | Liga                   | Liga | Liga | Liga | Liga | Liga | Liga | Liga | Liga |
| temporada | Campeón                | PJ   | PG   | PE   | PP   | GF   | GC   | DG   | Pts. |
| --------- | ---------------------- | ---- | ---- | ---- | ---- | ---- | ---- | ---- | ---- |
| 2008-09   | Garrison Gunners (C)   | 14   | 7    | 1    | 6    | 54   | 49   | +5   | 22   |
| 2008-09   | Woolpack Wanderers     | 14   | 6    | 1    | 7    | 49   | 54   | -5   | 22   |
| 2009-10   | Woolpack Wanderers (C) | 15   | 11   | 0    | 4    | 72   | 41   | +31  | 33   |
| 2009-10   | Garrison Gunners       | 15   | 4    | 0    | 11   | 41   | 72   | -31  | 12   |
| 2010-11   | Woolpack Wanderers (C) | 18   | 6    | 6    | 6    | 55   | 46   | +9   | 24   |
| 2010-11   | Garrison Gunners       | 18   | 6    | 6    | 6    | 46   | 55   | -9   | 24   |
| 2011-12   | Garrison Gunners (C)   | 19   | 14   | 0    | 5    | 96   | 53   | +43  | 42   |
| 2011-12   | Woolpack Wanderers     | 19   | 5    | 0    | 14   | 53   | 96   | -43  | 15   |
| 2012-13   | Woolpack Wanderers (C) | 20   | 13   | 0    | 7    | 58   | 39   | +19  | 39   |
| 2012-13   | Garrison Gunners       | 20   | 7    | 0    | 13   | 39   | 58   | -19  | 21   |
| 2013-14   | Garrison Gunners (C)   | 17   | 7    | 4    | 6    | 49   | 40   | +9   | 25   |
| 2013-14   | Woolpack Wanderers     | 17   | 6    | 4    | 7    | 40   | 49   | -9   | 22   |
| 2014-15   | Garrison Gunners (C)   | 17   | 8    | 4    | 5    | 70   | 47   | +23  | 28   |
| 2014-15   | Woolpack Wanderers     | 17   | 5    | 4    | 8    | 47   | 70   | -23  | 19   |
| 2015-16   | Garrison Gunners (C)   | 18   | 11   | 3    | 4    | 74   | 57   | +17  | 36   |
| 2015-16   | Woolpack Wanderers     | 18   | 4    | 3    | 11   | 57   | 74   | -17  | 15   |
| 2016-17   | Garrison Gunners (C)   |      |      |      |      |      |      |      |      |
| 2016-17   | Woolpack Wanderers     |      |      |      |      |      |      |      |      |
| 2017-18   | Garrison Gunners (C)   | 16   | 9    | 2    | 5    | 53   | 31   | +22  | 29   |
| 2017-18   | Woolpack Wanderers     | 16   | 5    | 2    | 9    | 31   | 53   | -22  | 17   |
| 2018-19   | Garrison Gunners (C)   |      |      |      |      |      |      |      |      |
| 2018-19   | Woolpack Wanderers     |      |      |      |      |      |      |      |      |
| 2019-20   |                        |      |      |      |      |      |      |      |      |
|           |                        |      |      |      |      |      |      |      |      |
| 2020-21   | Woolpack Wanderers (C) | 8    | 4    | 1    | 3    | 20   | 15   | +5   | 13   |
| 2020-21   | Garrison Gunners       | 8    | 3    | 1    | 4    | 15   | 20   | -5   | 10   |
| 2021-22   | Woolpack Wanderers (C) | 17   | 13   | 2    | 2    | 63   | 25   | 38   | 41   |
| 2021-22   | Garrison Gunners       | 17   | 2    | 2    | 13   | 25   | 63   | -38  | 8    |

### Copas
Lista de campeones:
| temporada | Lioness Shield     | Lioness Shield | Lioness Shield     | Lioness Shield | Lioness Shield | Lioness Shield |                    | Charity Shield     | Charity Shield     | Charity Shield     |
| temporada | Campeón            | Resultado      | Subcampeón         | Serie1         | Serie2         | Serie 3        | Campeón            | Resultado          | Subcampeón         |                    |
| --------- | ------------------ | -------------- | ------------------ | -------------- | -------------- | -------------- | ------------------ | ------------------ | ------------------ | ------------------ |
| 2002-03   | Woolpack Wanderers |                |                    |                |                |                | Woolpack Wanderers | –                  | Garrison Gunners   |                    |
| 2003-04   | Woolpack Wanderers |                |                    |                |                |                | Garrison Gunners   |                    |                    |                    |
| 2004-05   | Garrison Gunners   | –              | Woolpack Wanderers |                |                |                | Woolpack Wanderers | –                  | Garrison Gunners   |                    |
| 2005-06   | Woolpack Wanderers | –              | Garrison Gunners   |                |                |                | Garrison Gunners   | –                  | Woolpack Wanderers |                    |
| 2006-07   | Woolpack Wanderers | –              | Garrison Gunners   |                |                |                | Woolpack Wanderers | –                  | Garrison Gunners   |                    |
| 2007-08   |                    |                |                    |                |                |                | Woolpack Wanderers | 6 – 5              | Garrison Gunners   |                    |
| 2008-09   | Garrison Gunners   | 14 – 9         | Woolpack Wanderers | 7 – 6          | 7 – 3          |                | Woolpack Wanderers | 5 – 3              | Garrison Gunners   |                    |
| 2009-10   | Woolpack Wanderers | 4 – 0          | Garrison Gunners   | 4 – 0          |                |                | Woolpack Wanderers | 9 – 1              | Garrison Gunners   |                    |
| 2010-11   | Woolpack Wanderers | 2 – 2          | Garrison Gunners   |                |                |                | Woolpack Wanderers | 7 – 6              | Garrison Gunners   |                    |
| 2011-12   | Garrison Gunners   | 20 – 14        | Woolpack Wanderers | 12 – 4         | 5 – 3          | 3 – 7          | Woolpack Wanderers | 1 – 1 (p.)         | Garrison Gunners   |                    |
| 2012-13   |                    | –              |                    |                |                |                | Woolpack Wanderers | –                  | Garrison Gunners   |                    |
| 2013-14   |                    | –              |                    |                |                |                |                    | –                  |                    |                    |
| 2014-15   |                    | –              |                    |                |                |                |                    |                    |                    |                    |
| 2015-16   |                    | –              |                    |                |                |                |                    |                    |                    |                    |
| 2016-17   |                    | –              |                    |                |                |                |                    |                    |                    |                    |
| 2017-18   | Woolpack Wanderers | 3 – 2          | Garrison Gunners   |                |                |                | Woolpack Wanderers | 4 – 2              | Garrison Gunners   |                    |
| 2018-19   |                    | –              |                    |                |                |                | Garrison Gunners   | 5 – 5 (p.)         | Woolpack Wanderers |                    |
| 2019-20   |                    | –              |                    |                |                |                | Woolpack Wanderers | 4 – 4 (p.)         | Garrison Gunners   |                    |
| 2020-21   |                    |                |                    |                |                |                |                    | Garrison Gunners   | 2 – 1              | Woolpack Wanderers |
| 2021-22   | Garrison Gunners   | 5 – 0          | Woolpack Wanderers |                |                |                |                    | Woolpack Wanderers | 5 – 3              | Garrison Gunners   |

| WSL/Wholesalers Cup | WSL/Wholesalers Cup | WSL/Wholesalers Cup | WSL/Wholesalers Cup |                    | Foredeck Cup (League Cup) | Foredeck Cup (League Cup) | Foredeck Cup (League Cup) | Foredeck Cup (League Cup) | Foredeck Cup (League Cup) |
| temporada           | Campeón             | Resultado           | Subcampeón          | Campeón            | Resultado                 | Subcampeón                | Serie 1                   | Serie 2                   |                           |
| ------------------- | ------------------- | ------------------- | ------------------- | ------------------ | ------------------------- | ------------------------- | ------------------------- | ------------------------- | ------------------------- |
| 2007-08             | Woolpack Wanderers  | 2 – 6               | Garrison Gunners    | Woolpack Wanderers | 6 – 3                     | Garrison Gunners          | 3 – 2                     | 3 – 1                     |                           |
| 2008-09             | Woolpack Wanderers  | –                   | Garrison Gunners    | Woolpack Wanderers | –                         | Garrison Gunners          | –                         | –                         |                           |
| 2009-10             | Garrison Gunners    | 5 – 3 (pró.)        | Woolpack Wanderers  | Garrison Gunners   | 8 – 7                     | Woolpack Wanderers        | 6 – 2                     | 2 – 5                     |                           |
| 2010-11             | Garrison Gunners    | –                   | Woolpack Wanderers  | Garrison Gunners   | –                         | Garrison Gunners          | –                         | –                         |                           |
| 2011-12             |                     |                     |                     |                    | –                         |                           | –                         | –                         |                           |
| 2012-13             |                     |                     |                     |                    | –                         |                           | –                         | –                         |                           |
| 2013-14             |                     |                     |                     |                    | –                         |                           | –                         | –                         |                           |
| 2014-15             | Woolpack Wanderers  | 4 – 4 (p.)          | Garrison Gunners    |                    | –                         |                           | –                         | –                         |                           |
| 2015-16             |                     |                     |                     |                    | –                         |                           | –                         | –                         |                           |
| 2016-17             |                     |                     |                     | Woolpack Wanderers | 5 – 5                     | Garrison Gunners          | 1 – 1                     | 4 – 4                     |                           |
| 2017-18             |                     |                     |                     | Garrison Gunners   | 6 – 5                     | Woolpack Wanderers        | 1 – 2                     | 5 – 3                     |                           |
| 2018-19             | Garrison Gunners    | 7 – 0               | Woolpack Wanderers  | Woolpack Wanderers | 3 – 1                     | Garrison Gunners          | 0 – 1                     | 3 – 0                     |                           |
| 2019-20             |                     |                     |                     | Garrison Gunners   | 3 – 2                     | Woolpack Wanderers        | 2 – 2                     | 1 – 0                     |                           |
| 2020-21             | Garrison Gunners    | 2 – 2               | Woolpack Wanderers  |                    | Garrison Gunners          | 5 – 2                     | Woolpack Wanderers        | 2 – 1                     | 3 – 1                     |

1. ↑  Wanderers ganó 1 - 3 en los penales
2. ↑  Gunners ganó 5 - 4 en los penales.
3. ↑  Wanderers ganó 5 - 4 en los penales.
4. ↑  Wanderers ganó 4 - 3 en los penales.
5. ↑  Wanderers ganó 4 - 2 en los penales en el segundo partido.
6. ↑  penales: 4 - 1

### Lyonesse Cup
La selección combinada, St. Mary's F. C. se enfrenta una vez al año a The Slaters F. C. de St. Ives. El campeón se lleva un título pequeño conocido como el más pequeño del mundo. 
| temporada | Campeón           | Resultado | Subcampeón        |
| --------- | ----------------- | --------- | ----------------- |
| 2012      | The Slaters F. C. | –         | St. Mary's F. C.  |
| 2013      | St. Mary's F. C.  | –         | The Slaters F. C. |
| 2014      | St. Mary's F. C.  | –         | The Slaters F. C. |

## Preocupaciones
Los jóvenes de las Islas Sorlingas cuando cumplen 16 años, se dirigen a la parte continental para continuar con sus estudios. Además, los precios de las viviendas en la isla son caros, por lo que los jóvenes tienden a no regresar hasta avanzada edad. Como resultado, el número de jugadores en la liga está "disminuyendo". Howard Cole, un secretario de los árbitros de los partidos, estima que la edad promedio de los dos equipos está entre los 30 y 40 años.